# Czesław Gerula
Czesław Jan Ludwik Gerula (ur. 20 marca 1908 w Tarnobrzegu, zm. 3 lipca 2003 w Warszawie) – major Wojska Polskiego, lekarz medycyny.

## Życiorys

### Dzieciństwo i edukacja
Syn Ludwika Geruli, pochodzącego z okolic Dynowa galicyjskiego urzędnika skarbowego, komendanta komory celnej w Sandomierzu i Franciszki Strugały z Dzikowa, której przodkowie byli od lat związani z pracą w dobrach Tarnowskich. Najstarszy z sześciorga rodzeństwa. Harcerz, w latach 1925–1927 pełni funkcję drużynowego drużyny harcerskiej im. Henryka Dąbrowskiego w Tarnobrzegu. Studiował na Wydziale Lekarskim Uniwersytetu Jagiellońskiego. W 1934 r. uzyskuje dyplom lekarza. Pierwszy lekarski staż odbywa w Szpitalu Powiatowym w Tarnobrzegu.

### Wojsko Polskie
W latach 1933–1934 odbywa przeszkolenie wojskowe w Szkole Podchorążych Rezerwy Sanitarnych w Warszawie uzyskując stopień sierżanta podchorążego, dalszą część służby wojskowej odbywa w Dęblinie w 15 pułku piechoty w charakterze młodszego lekarza pułku. Na stopień podporucznika został mianowany ze starszeństwem z dniem 1 stycznia 1935 i 25. lokatą w korpusie oficerów rezerwy sanitarnych. Z dniem 19 maja 1936 został przemianowany na oficera zawodowego w stopniu podporucznika ze starszeństwem z dniem 1 maja 1935 i 9. lokatą w korpusie oficerów sanitarnych oraz przydzielony do 14 pułku ułanów jazłowieckich we Lwowie, a następnie odkomenderowany do 40 pułku piechoty w tym samym garnizonie. Jest młodszym lekarzem pułkowym, pracuje w 6 Szpitalu Okręgowym oraz w cywilnej służbie zdrowia, między innymi jako lekarz zakładowy w fabryce wódek Baczewskiego. W grudniu 1936 r. dostał rozkaz przeniesienia do 3 pułku szwoleżerów mazowieckich w Suwałkach. Na stopień porucznika został mianowany ze starszeństwem z dniem 19 marca 1937 i 37. lokatą w korpusie oficerów zdrowia, grupa lekarzy.

### II wojna światowa
1 września wyrusza jako lekarz pułkowy na szlak wojenny Suwalskiej Brygady Kawalerii. W nocy z 12 na 13 września bierze udział w bitwie pod Olszewem, największej bitwie 3 pułku szwoleżerów w kampanii wrześniowej. Po tej bitwie dowódca pułku pułkownik Edward Milewski wystąpił o odznaczenie go Krzyżem Srebrnym Orderu Virtuti Militari. 
„Por. lek. Gerula Czesław w bitwie pod Olszewem pomimo morderczego ognia ewakuuje większość rannych, przy czym osobiście chodzi po opłotkach i zakamarkach, wyszukując rannych”. 
Po zgrupowaniu w Białowieży pułk w ramach Dywizji Kawalerii „Zaza” gen. Podhorskiego kieruje się na południe, gdzie bierze udział w ostatnich bitwach kampanii wrześniowej Samodzielnej Grupy Operacyjnej „Polesie” generała Kleeberga pod Kockiem i Wolą Gułowską.
Po kapitulacji zostaje osadzony w obozie przejściowym w Kielcach. Mimo że jest oficerem zawodowym, udaje mu się uniknąć niewoli. W kwietniu 1940 r. bierze ślub w kościele św. Zbawiciela w Warszawie z Krystyną Zofią Muszyńską, rodowitą warszawianką, którą poznał jeszcze w Suwałkach. Razem przenoszą się do Góry Kalwarii. Wstępuje do Armii Krajowej – nosi pseudonim „Witeź”. Pełni funkcję lekarza w batalionie AK Okręgu Grójec.

### Okres powojenny
Po wyzwoleniu udaje się na Śląsk, mieszka i pracuje w Stolarzowicach, a potem w Zabrzu. Ukrywa przeszłość przedwojennego oficera zawodowego i żołnierza AK. Przenosi się do Skoczowa, gdzie mieszka przez kolejnych 18 lat. Pełni wiele funkcji społecznych, kieruje Przychodnią Rejonową i Przeciwgruźliczą, robi specjalizację z radiologii. Jest lekarzem sądowym powiatu cieszyńskiego i rzecznikiem dobra służby zdrowia w Katowicach. W 1968 r. przenosi się do Warszawy, pracuje w Szpitalu i Sanatorium Przeciwgruźliczym w Otwocku oraz Państwowym Domu Pomocy Społecznej w Górze Kalwarii. Kończy pracę jako lekarz w wieku 82 lat. Angażuje się jako organizator pułkowych uroczystości i współpracuje przy tworzeniu Szwadronu Honorowego 3 Pułku Szwoleżerów Mazowieckich. 25 października 1995 roku zostaje awansowany na stopień kapitana, a 27 października 2000 roku na stopień majora.
Zmarł w Warszawie 3 lipca 2003, został pochowany na Cmentarzu Powązkowskim.

## Rodzina
Jego żoną była Krystyna Zofia Muszyńska (1918–2006). Mieli dwóch synów. Jednym z jego braci był Stanisław Gerula (1914–1979), członek Białych Kurierów, bramkarz Wisły Kraków, Junaka Drohobycz, 2 Korpusu i klubów angielskich.

## Ordery i odznaczenia
- Krzyż Srebrny Orderu Virtuti Militari nr 12445[12]
- Krzyż Walecznych
- Krzyż Kampanii Wrześniowej
- Krzyż Partyzancki
- Medal „Za udział w wojnie obronnej 1939"
- Medal za Warszawę 1939–1945
- Medal Zwycięstwa i Wolności 1945
- Medal 40-lecia Polski Ludowej
- Krzyż Kawalerski Orderu Odrodzenia Polski
- Odznaka honorowa „Za wzorową pracę w służbie zdrowia”